# Johanna von Flandern

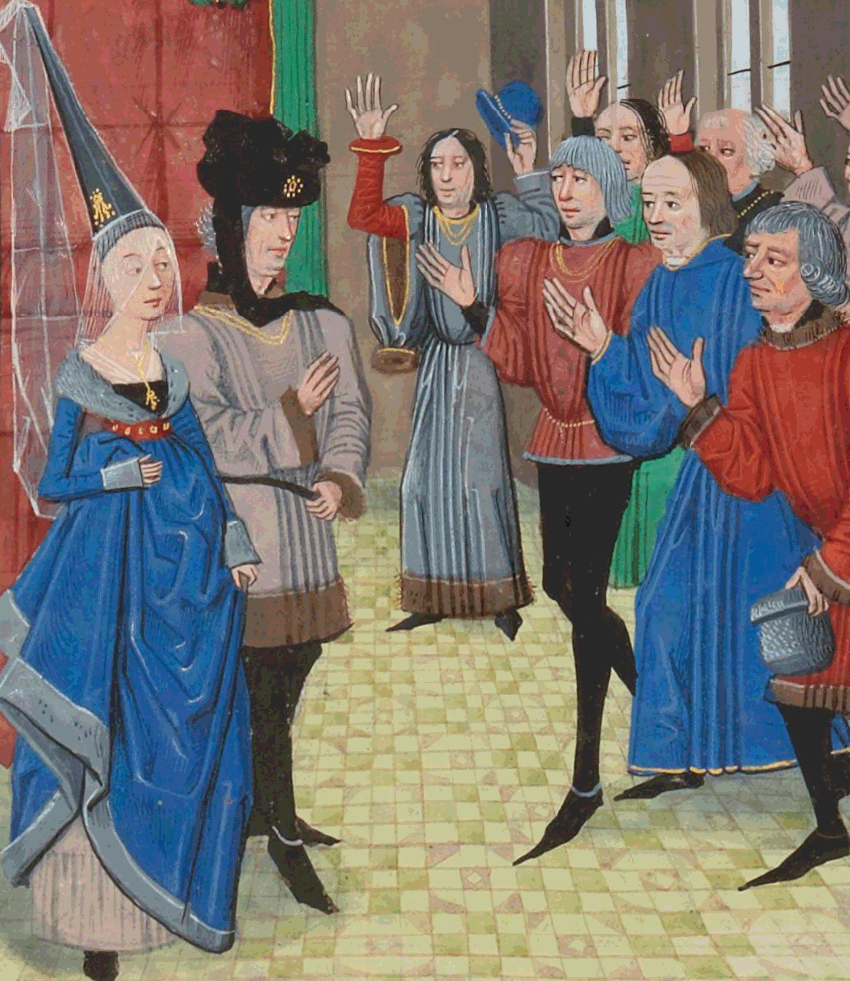
Die Einwohner von Nantes erweisen Johanna von Flandern und Johann von Montfort im Mai 1341 ihre Ehrerbietung (Buchmalerei aus den Chroniken von Jean Froissart)

Johanna von Flandern (* 1295; † 1374) war durch ihre Ehe mit Herzog Johann IV. Herzogin von Bretagne. Sie war die Tochter Ludwigs I., Graf von Nevers und Rethel, und Schwester Ludwigs I., Graf von Flandern.
Johanna ist eine der wenigen Frauen in der Geschichte, die militärisch eine Rolle spielten. Während ihr Mann im Bretonischen Erbfolgekrieg 1341 bis 1343 in französischer Gefangenschaft war, übernahm sie 1342 die Verteidigung der belagerten Stadt Hennebont. Während der Belagerung trug sie Waffen und Rüstung, kommandierte die Verteidiger der Stadt und forderte die Frauen auf, ihre Röcke abzuschneiden und ihre Sicherheit in die eigenen Hände zu nehmen. Sie führte sogar einen Ausfall der Ritter, bei dem erfolgreich eines der gegnerischen Feldlager zerstört wurde.
Als ihr Ehemann 1345 starb, führte sie seinen Kampf gegen die Partei Karls von Blois und Johannas von Dreux fort, um die Rechte ihres Sohnes Johann V. zu wahren. Sie organisierte den Widerstand und nutzte diplomatische Mittel, um ihre Familie zu schützen. 1364 endete der Bretonische Erbfolgekrieg mit ihrem Sieg, der die Ansprüche ihres Sohnes endgültig bestätigte.
Ab 1347 lebte sie im englischen Exil auf Tickhill Castle in Yorkshire. Dort starb sie im Jahr 1374.

## Nachkommen
Mit Herzog Johann hatte Johanna von Flandern zwei Kinder:
- Johann V. (* 1339/40; † 1399), 1360 Graf von Montfort, 1364 Herzog von Bretagne, 1372 Earl of Richmond
- Johanna (* 1341; † 1402), ⚭ vor 1385 Ralph Basset, 3. Baron Basset of Drayton († 1390).